# Blascoa
Blascoa is een geslacht van vliesvleugeligen uit de familie Pteromalidae. De wetenschappelijke naam van dit geslacht is voor het eerst geldig gepubliceerd in 1997 door Askew.

## Soorten
Het geslacht Blascoa is monotypisch en omvat slechts de volgende soort:
- Blascoa ephedrae Askew, 1997